# Yorkshire Patent Steam Wagon Co.

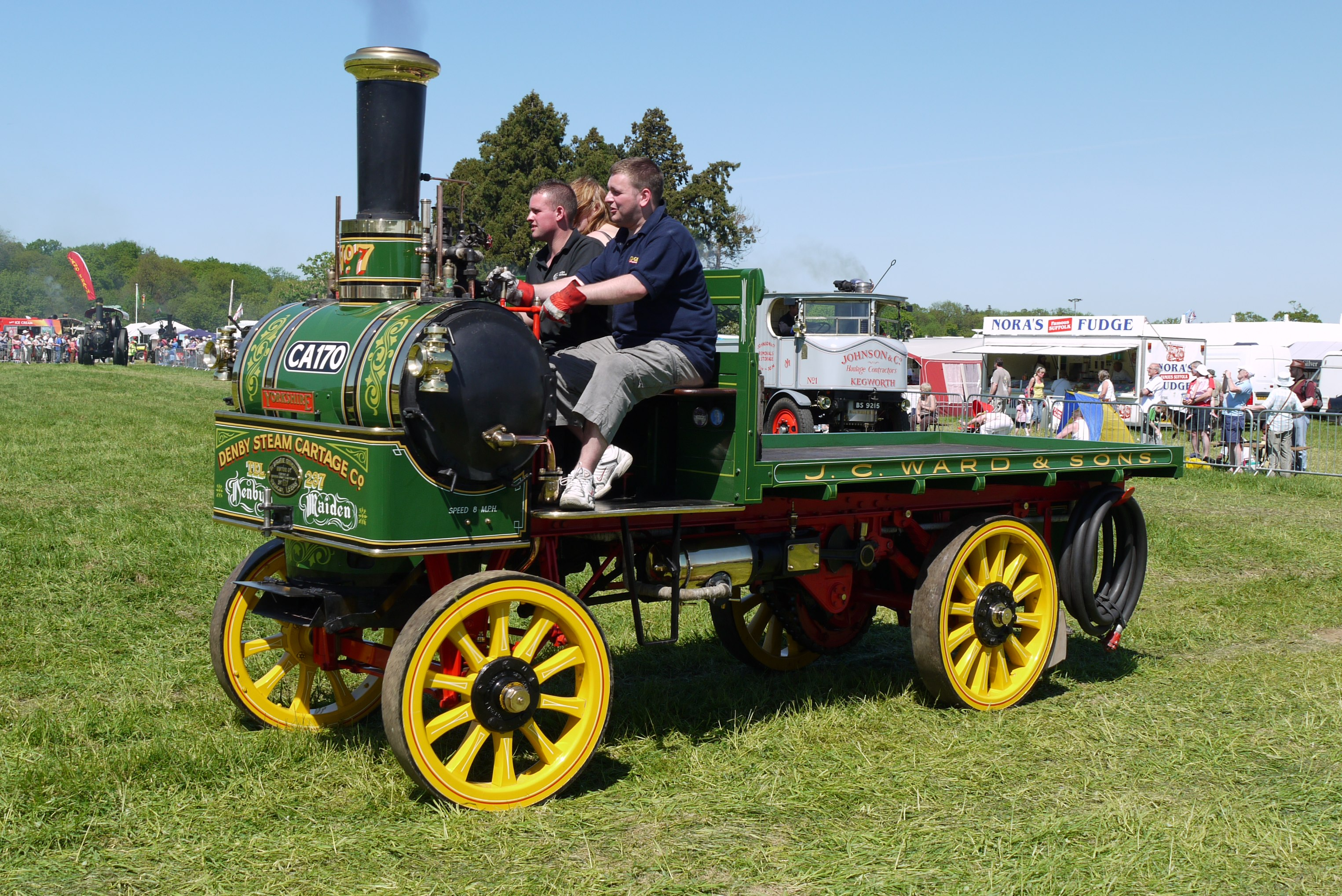
Denby Maiden

Die Yorkshire Patent Steam Wagon Co. war ein britischer Hersteller von Dampfwagen in Leeds. 1901 stellte das Unternehmen den ersten Dampfwagen her. Seine Modelle hatten einen neuartigen querliegenden Dampfkessel. 1911 wurde die Firma zunächst in Yorkshire Commercial Motor Co. geändert, aber 1922 kehrte man wieder zum Namen Yorkshire Patent Steam Wagon Co. zurück. Die Produktion von Dampfwagen endete 1937. 1993 wurde das Unternehmen schließlich aufgelöst.
Weitere Dampfwagenhersteller am Ort waren John Fowler & Co., J&H McLaren & Co. und die Mann’s Patent Steam Cart and Wagon Company. Daneben gab es noch etliche Dampfmaschinenbauer für Lokomotiven.

## Querliegender Dampfkessel

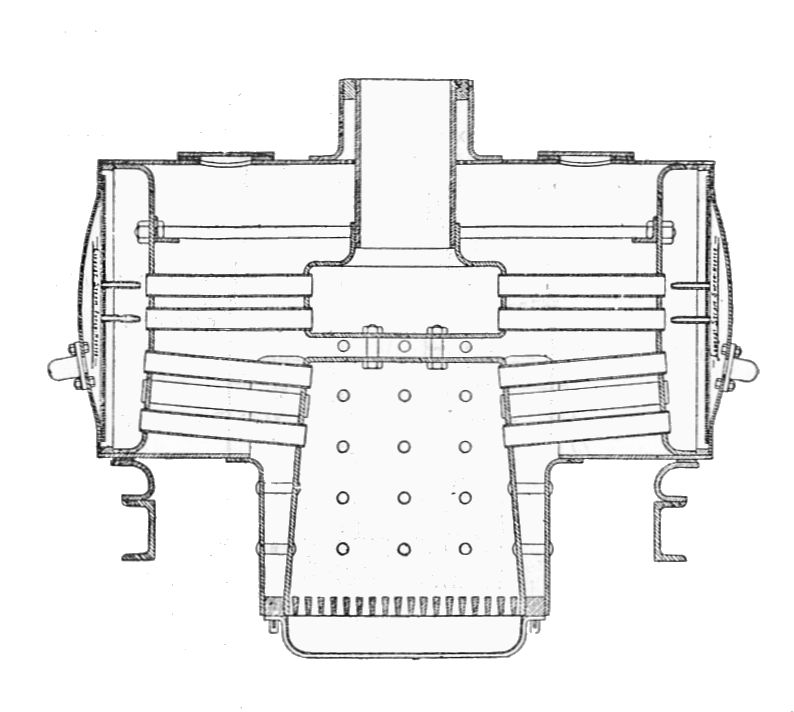
Querleigender Dampfkessel von Yorkshire Patent Steam Wagon Co.

Der neue querliegende Dampfkessel hatte gegenüber der üblichen, längsliegenden Form den Vorteil, dass die Neigung bei Bergauf- oder Bergabfahrt keinen Einfluss auf Dampfproduktion hat. Sein Aufbau ähnelte dem der Dampfkessel der Fairlie-Lokomotiven mit zentraler Feuerbüchse und mehrfachen Feuerrohren zu jedem der beiden Enden. Beim Dampfkessel der Yorkshire Patent Steam Wagon Co. gab es aber oben einen zweiten Satz von Feuerrohren, die zu einer zentralen Rauchkammer mit einzelnem Kamin zurückführten.

## Noch erhaltene Dampfwagen

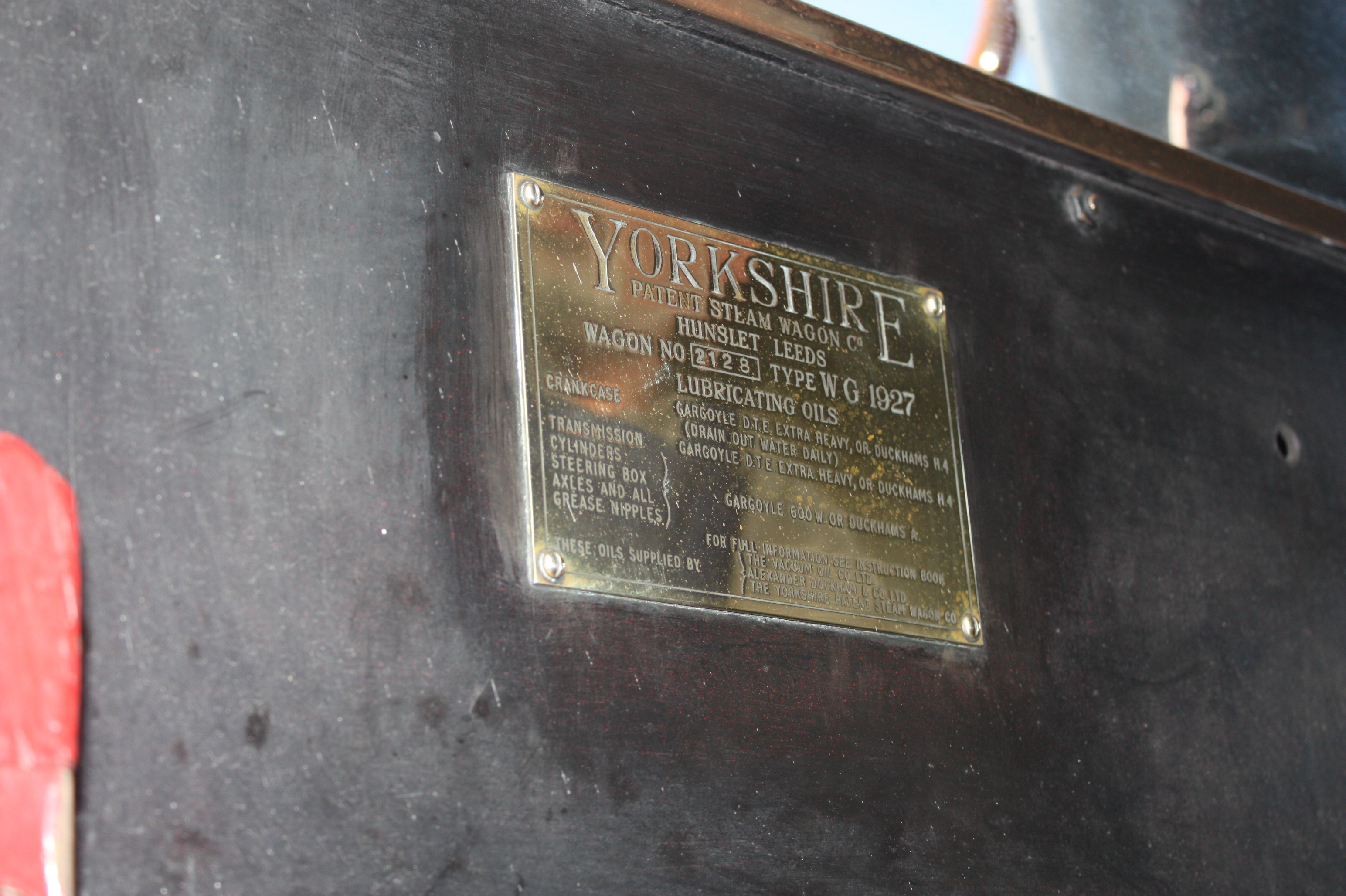
Fabrikschild auf einem noch erhaltenen Dampfwagen

Zehn bis heute erhaltene Dampfwagen des Herstellers sind bekannt. Etliche davon wurden von Tom Varley restauriert.  